# Raión de Antratsit
Raión de Antratsit (en ucraniano: Антрацитівський район) es un antiguo raión o distrito de Ucrania en el óblast de Lugansk. La capital fue la ciudad de Antratsit.
Comprende una superficie de 1700 km².

## Demografía
Según estimación 2010 contaba con una población total de 34751 habitantes.

## Otros datos
El código KOATUU es 4420300000. El código postal 94620 y el prefijo telefónico +380 6431.